# Ле Казете (Мачерата)
Ле Казете (итал. Le Casette) насеље је у Италији у округу Мачерата, региону Марке.
Према процени из 2011. у насељу је живело 41 становника. Насеље се налази на надморској висини од 229 м.